# رابعه بالا خاتون
رابعه بالا خاتون (در گذشتهٔ ژانویه ۱۳۲۴)، همسر عثمان یکم، سلطان امپراتوری عثمانی بود. او دختر شیخ اده‌بالی و مادر علاءالدین پاشا بود. شخصیت او گاهی با ملحون خاتون، مادر اورخان یکم اشتباه گرفته می‌شود.
وی اولین زن عثمان غازی بود و عاشق یکدیگر بودند.به دلیل مشکلی که در بالا خاتون وجود داشت نمی توانست بچه دار شود و باید عثمان غازی برای حکومت؛ یک وارثی برای تخت داشت باشد. به همین خاطر ملحون خاتون را به عنوان زن دومش بر گزید؛ فرزند اولش و همچنین وارث تخت، اورخان را ملحون خاتون به دنیا آورد. 
بعد ها بالا خاتون هم صاحب اولین فرزندش(علاء الدین) شد. بالا خاتون صاحب ۲ فرزند با نام های علاءالدین و حلیمه خاتون شد.

## ازدواج با عثمان
پدر بالا خاتون شیخ ادبعلی بود که رهنمای عثمان بود و سرانجام او را با شمشیر غازی بست. و بعد ها عثمان یکم  در پیشگاه ادبعلی خواب دولتی را می بیند. و این خواب، که منجر به پایه گذاری یک دولت شد. و بعد ها، دختر ادبعلی رابعه بالا خاتون با عثمان یکم ازدواج می کند. و ثمر این ازدواج، سرانجام این شد که همه شیوخ اهیس تحت کنترل عثمانی قرار گرفتند. این ازدواج تأثیر عمده ای بر پایه گذاری و توسعه بیلیک عثمانی داشت.
از سوابق حکومت مرکزی در خصوص اموالی که او در زمان ازدواج کسب کرده است. روستای کوزاغاچ در ولسوالی بیلجیک که آرامگاه دراویش پدرش در آن قرار داشت. پدر بالا خاتون یکی از پیشوایان مذهبی با نفوذ در سرزمین های عثمانی بود.